# アサリ産地偽装問題
アサリ産地偽装問題（アサリさんちぎそうもんだい）とは、輸入アサリを輸入書類の内容を書き換えたり、短期間日本の干潟で蓄養することによって、原産国名ではなく日本の特定県や特定水域産と表示を付けて流通販売が行われていた、食品偽装問題（産地偽装）である。

## 概要
問題のアサリは中国産か韓国産で、その多くは「熊本産」と表示が付けられ、2019年の純熊本県のアサリ漁獲量が339トンなのに対して、同年の大阪府内の中央卸売市場だけでも1349トンの「熊本産」アサリが取引されており、実際の漁獲量の約4倍もの量が流通販売されていた。さらには2020年の第四半期に行われた農林水産省のサンプル調査で行われたDNA鑑定では、「熊本産」として市場に出回っていたアサリの97％が外国産の可能性が高いことが判明したとも発表された。
産地偽造の悪習は何十年以上も続いていたとされており関係者の間では周知の事実で、2004年には地方紙の宮崎日日新聞が中国産アサリを熊本産として偽装されていた事を報じていた。2006年の内閣官房行政改革推進本部による農林水産省への行政改革ヒアリングにおいて食品表示監視の議題の流れで、アサリの流通が例の一つとしてあげられ、2005年には北朝鮮からのアサリ輸入量に比べ市場に出回っているアサリには北朝鮮産という表示があまり見かけないという指摘があったことを同省の食糧管理担当が認識していただけでなく、その後の同年の調査で約280件のアサリ産地の不適正な表示があった事を把握していた事が明かされていた。2019年には熊本県による漁協への聞き取り調査で不適切な輸入アサリの処理と市場流通に対する言質を得ていたのにもかかわらず、表面化することも対策が取られる事もなかった。
2019年6月6日、TBSテレビ系列の名古屋のCBCテレビでは、ローカル放送でドキュメンタリー番組『「中国産が日本産に“化ける”　アサリ産地偽装の闇』を放送し、公式YouTubeでも公開している。
このように何度も散発的に問題化していたが、広く一般に伝わることはなかった。
2022年1月22日、TBSテレビの『報道特集』において、系列局であるCBCテレビの吉田駿平と吉田翔が取材・制作した「輸入アサリが国産に アサリ産地偽装の実態は」と題した調査報道が放映されると、広く一般へ実態が伝わり、その後多くのメディアが追随報道をし、大きな社会問題と認識された。
スクープした名古屋のCBCテレビでも2月1日にドキュメンタリー『【取材３年アサリ産地偽装】あなたが食べているのは本当に熊本産？　産地偽装の業者が顔出し証言 追跡取材で大規模な不正の実態が明らかに』をローカル放送し、YouTubeで公開した。
2023年2月6日、福岡県警察は食品表示法違反（原産地虚偽表示）の疑いで熊本県内の水産会社社長を逮捕したことを発表した。韓国から輸入したアサリを山口県下関市にある税関を通して、同社社長が経営する福岡県福岡市の輸入会社が購入し、山口県宇部市の水産会社に出荷。熊本県を一切経由していないにもかかわらず、「熊本産の活アサリ」として、販売されていた。
2023年10月18日、山口簡易裁判所は、山口県下関市の水産物輸入販売業者の男性経営者に対し、市内の卸売業者に中国産のアサリを熊本産と偽り6420キロ、218万2800円分を販売したとして、食品表示法違反の罪で罰金100万円の略式命令を出した。

## 長いところルール
輸入水産物は原則原産地の国名を表示するよう食品表示法で定められているが、二か所以上で育成されたものに適用される例外規定である生育期間の長い場所を原産地として表示できる通称「長いところルール」が悪用されて産地不正表示が行われた。
まず輸入の際には生育期間を短く改ざんされた証明書を仕入れ先に用意してもらい、輸入後は日本国内の干潟などで短期畜養し、国内で育成された期間のほうが長いと見せかけ国内の県や水域産として市場に流通させていた。
一方で、熊本県は県内で畜養さえもせず、輸入アサリがそのまま市場に「熊本産」として流通している事例も多いとみていた。

## 熊本県の出荷停止措置
事態を重く見た蒲島郁夫熊本県知事は2月1日に臨時記者会見を開き、「熊本のブランド全体への信頼を揺るがす危機的状況」であるとして、偽装アサリを排除し抑止策を構築するために2月8日をもって県産アサリの出荷を2か月間停止すると発表した。
知事の発表の翌日には、近隣最大の卸売り市場である福岡市中央卸売市場鮮魚市場でも、取り引きから「熊本産」のアサリがいっせいに消えて、それまで入荷が無かった「中国産」にいきなり入れ替わるなど、不自然な動きが表面化した。

## 再発防止策
2022年3月18日、農林水産省が「長いところルール」の適用の厳格化を行った。輸入されたアサリは、稚貝を1年半以上区画漁業権によって国内で育成し根拠書類を保存している場合を除いて、輸出国が原産地となり、畜養期間は育成期間の適用外となる。
同年6月21日、熊本県議会でアサリ偽装防止条例が可決された。取引記録などの書類の3年間保存が義務化される。加えて、熊本県はデジタル技術を活用したトレーサビリティシステム、流通過程の監視、販売協力店の認証制度、DNA検査などを一体的に実施し、熊本県産アサリの産地偽装を防ぎ、純粋な熊本県産アサリを消費者の皆様に確実に届ける熊本県独自の流通と販売の仕組みとして「熊本モデル」を導入した。
また、流通経路の透明化のため、トヨタ自動車グループのデンソーの技術を活用しアサリの産地を証明する取り組みが始まった。販売店に掲示されたQRコードを読み取ることで漁協から工場、流通業者を販売店の取引がいつどこで行われたのかを知ることができる。

## 販売再開
2022年4月14日、県内へのアサリの販売が再開された。販売店は県が認可した約90の協力店。偽装防止のため産地証明書を掲げての販売再開となった。
2022年6月11日、全国へのアサリの販売が再開された。

## 行政指導
2022年8月9日、福岡市は農林水産省九州農政局からの情報提供を受けて、同市内の2つの卸売業者を立ち入り調査し、2020年4月から2021年12月までに中国や韓国から輸入したアサリ（計約6430トン）を熊本産などに偽装して中間流通業者に販売していたとして、食品表示法に基づき、行政指導を行ったことを発表した。
2022年10月28日、三重県は県外（愛知県）や国外（中国・韓国）で生産されたアサリを三重県産や熊本県産と偽って販売したとして、三重県内の販売事業者3社に対して、食品表示法に基づく、是正と再発防止を指示したことを発表した。